# Баджарани, Ульви
Ульви Ильгар оглы Баджарани (азерб. Ülvi İlqar oğlu Bacarani, род. 27 января 1995, Баку) — азербайджанский шахматист, гроссмейстер (2013).

## Ранние годы
Ульви Баджарани родился в 1995 году в Баку в интеллигентной семье. Он начал играть в шахматы в пять лет. В возрасте 7 лет он занял первое в турнире, в 9 лет он выиграл чемпионат Баку, в возрасте 10 лет он стал мастером ФИДЕ по медалям, которые заполучил на чемпионатах Европы и мира. В 14 лет получил звание международного мастера, а в 16 лет — международного гроссмейстера. Первым учителем был его отец — Ильгар Баджарани (международный мастер, международный судья, заслуженный тренер).

## Достижения
- Победитель Чемпионата до 14 лет (U14) в Республиканском Шахматном Центре, Баку (ноябрь 2004)
- Чемпион Баку среди мальчиков до 10 лет (2004, 2005)
- Трёхкратный Чемпион в категории до 12 лет (U12), Абу-Даби, ОАЭ (август 2005, 2006 и 2007)
- Победитель международного шахматного турнира до 10 лет, Тегеран, Иран (февраль 2005)
- Победитель международного шахматного турнира до 14 лет «Кубок Президента», Баку (май 2006)
- Победитель открытого шахматного турнира, Абу-Даби (ОАЭ, август 2006
- Победитель международного шахматного турнира «Кубок Каспия» в категории до 16 лет (U16), Рашт, Иран (декабрь 2007)
- Победитель в категории до 12 лет (U12) Дубай (июль 2007)
- Победитель международного шахматного турнира «Кубок Рамадана» в категории до 20 лет (U20), Абу-Даби, ОАЭ (сентябрь 2008)
- Победитель открытого международного шахматного фестиваля «Капелле-ла-Гранде» (Cappelle La Grande) в категории до 14 лет (U14), Франция (март 2009)
- Победитель открытого шахматного турнира в Дубае в категории до 14 лет (U14), ОАЭ (июль 2009)
- Победитель Международного шахматного турнира «Аэрофлот-Опен» в категории до 18 лет (U18), Москва (февраль 2010)
- Второе место на шахматном фестивале «Петровская ладья», Петергоф, Россия (июль 2010)
- Победитель международного шахматного турнира «Юные звёзды мира» Кириши, Россия (май 2011)
- Победитель Кубка Ибн Сины, Хамадан, Иран (июнь 2011 года)
- Победитель Baku-Open в категории до 18 лет (U18), Баку, Азербайджан (август 2011)
- Победитель турнира по случаю Дня солидарности азербайджанцев во всём мира, Баку, Азербайджан (декабрь 2011)
- Победитель молодёжного чемпионата Азербайджана в категории до 18 лет (U18), Баку, Азербайджан (март, 2013)
- Победитель турнира «Рамазан Блиц», Абу-Даби, ОАЭ (июль 2013)
- Победитель Осеннего Турнира в Алуште, Украина (сентябрь 2013)
- Победитель Открытого турнира по случаю Дня национальной независимости, Баку, Азербайджан (октябрь 2013)
- Победитель блиц-турнира, посвящённого Дню солидарности азербайджанцев во всём мире, Баку, Азербайджан (декабрь 2013)
- Победитель чемпионата Азербайджана по шахматам (июнь 2014)
- Победитель Мемориального турнира Фуада Джафарова (плей-офф) Баку, Азербайджан (ноябрь 2014 года)
- Победитель Мемориального турнира Najdorf Open A 2014 в категории U20, Варшава, Польша (июль 2015 года)
- Победитель Мемориального турнира NTERNATIONAL NAJDORF CHESS FESTIVAL Турниры: A 2014 в категории до 20 лет (U20), Варшава, Польша (июль 2015 года)
- Победитель турнира по блицу, Арад, Румыния (август 2015)
- Победитель Открытого турнира Brasschat, Бельгия (август 2015)
- Победитель Мемориального турнира Фуада Джафарова (блиц), Баку (декабрь 2015 года)
- Победитель турнира по быстрым шахматам, посвящённого Дню Вооружённых Сил Азербайджана, Баку (июнь 2016)
- Победитель блиц-турнира, посвящённого Дню Вооружённых Сил Азербайджана, Баку (июнь 2016)

## Спортивные достижения
| Год  | Город  | Турнир                                                                       | + | − | = | Результат | Место |
| ---- | ------ | ---------------------------------------------------------------------------- | - | - | - | --------- | ----- |
| 2010 | Москва | «Aeroflot open 2010 A2»                                                      | 4 | 1 | 4 | 6 из 9    | [ 1 ] |
|      | Москва | «World Chess Tour NON-STOP — 12. GM-Tmnt»                                    |   |   |   | из        | [ 2 ] |
| 2011 | Баку   | «2nd Intl Chess Festival "Solidarity Day of Azerbaijanian", group A (Close)» | 5 | 0 | 5 | 7½ из 10  | [ 3 ] |
|      |        |                                                                              |   |   |   | из        |       |

## Изменения рейтинга
| Графики недоступны из-за технических проблем. См. информацию на Фабрикаторе и на mediawiki.org. |